# Euonyx chelatus
Euonyx chelatus är en kräftdjursart som beskrevs av Norman 1867. Euonyx chelatus ingår i släktet Euonyx och familjen Uristidae. Inga underarter finns listade i Catalogue of Life.